# Carl Theodor Friedrich Westermann
Carl Theodor Friedrich Westermann (1812 i Holsten – 27. juni 1882 i Randers) var en dansk grosserer, konsul og bankdirektør.
Westermann var grosserer og borgerlig rådmand i Randers og blev 8. september 1858 preussisk konsul for Randers Amt. Han var på det tidspunkt allerede dekoreret med Dannebrogordenen. Senere blev han direktør for Randers Diskonto- og Laanebank, hvor han også sad i bestyrelsen.
I 1870 vandt han et maleri i Kunstforeningens lotteri, Egnen ved Fiskebæk mod Furesø af Edvard Frederik Petersen.
Han havde 10. september 1836 i København ægtet Ida Sophie Fürst (8. januar 1813 i København – 29. april 1885 i Randers).